# Anita Pointer

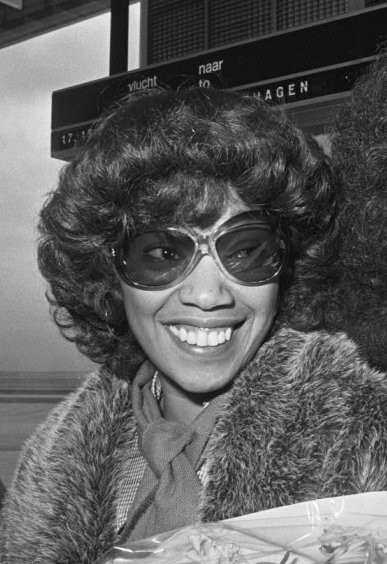
Anita Pointer (1974)

Anita Marie Pointer (* 23. Januar 1948 in Oakland, Kalifornien; † 31. Dezember 2022 in Los Angeles) war eine US-amerikanische Sängerin. Sie war eine der vier Schwestern in der US-amerikanischen Pop- und Soulgruppe The Pointer Sisters. 

## Werdegang
Die Tochter des Predigers Elton Pointer und dessen Ehefrau Sarah Pointer erlernte das Altsaxophon und war Mitglied  der McRae High School Band. Sie sang im Gospelchor in der Kirchengemeinde ihres Vaters. Im Jahre 1969 kündigte sie ihren Job als Sekretärin und gründete zusammen mit ihren Schwestern June, Bonnie und Ruth die Gesangsgruppe The Pointer Sisters. Anita Pointer war von 1969 bis 2015 aktives Mitglied der Gruppe.
Pointer hatte eine Tochter namens Jada († 2003) und war mehrere Male verheiratet.
Pointer erlag 2022 im Alter von 74 Jahren in ihrem Haus in Beverly Hills einer Krebserkrankung.
Pointer war die Cousine des bekannten Bassisten Nathan East.